# Hyliota australis
La hiliota austral (Hyliota australis) es una especie de ave paseriforme de la familia Hyliotidae propia del sur y este de África central.

## Distribución y hábitat
Se la encuentra en Angola, Camerún, República Democrática del Congo, Kenia, Malawi, Mozambique, norte de Sudáfrica, Tanzania, Uganda, Zambia y Zimbabue.
Su hábitat natural son los bosques secos tropicales y la sabana seca.